# بیرگیت هینکه
بیرگیت هینکه (به انگلیسی: Birgit Meineke) (زادهٔ ۴ ژوئیهٔ ۱۹۶۴) شناگر اهل آلمان شرقی است.